# Nelson Loyola
Nelson Loyola Torriente (ur. 3 sierpnia 1968) – kubański szermierz, brązowy medalista olimpijski i trzykrotny medalista mistrzostw świata.
Na igrzyskach olimpijskich w Sydney w 2000 roku reprezentacja Kuby w składzie: Carlos Pedroso, Iván Trevejo i Nelson Loyola wywalczyła brązowy medal w turnieju drużynowym. W rywalizacji indywidualnej zajął 35. miejsce. Były to jego jedyne starty olimpijskie. 
Podczas mistrzostw świata w Denver w 1989 roku wspólnie z Wilfredo Loyolą, Carlosem Pedroso, Pedro Merencio i Lázaro Castro zdobył brązowy medal w zawodach drużynowych. W tej samej konkurencji Iván Trevejo, Carlos Pedroso i Nelson Loyola zwyciężyli na mistrzostwach świata w Kapsztadzie w 1997 roku. Zdobył również brązowy medal w drużynie podczas mistrzostw świata w Seulu w 1999 roku, startując razem z Ivánem Trevejo, Carlosem Pedroso i Camilo Borisem.. 
Ponadto zdobył złoto drużynowo na igrzyskach panamerykańskich w Winnipeg w 1999 roku oraz złoto w szpadzie drużynowej i brąz we florecie drużynowym na igrzyskach panamerykańskich w Santo Domingo cztery lata później.
Jego syn, Neisser Loyola, także został szermierzem.